# Österplanameteoriterna

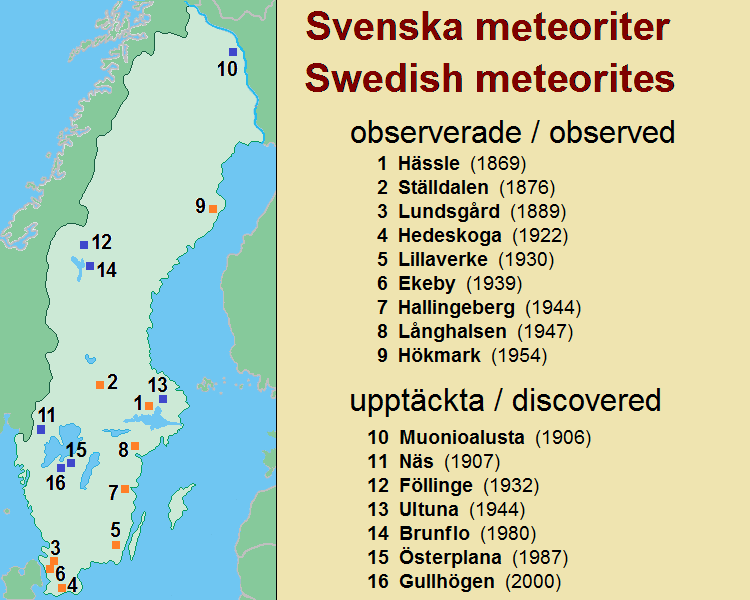
Karta över svenska meteoritnedslag, Österplana, 1987 (nr 15).

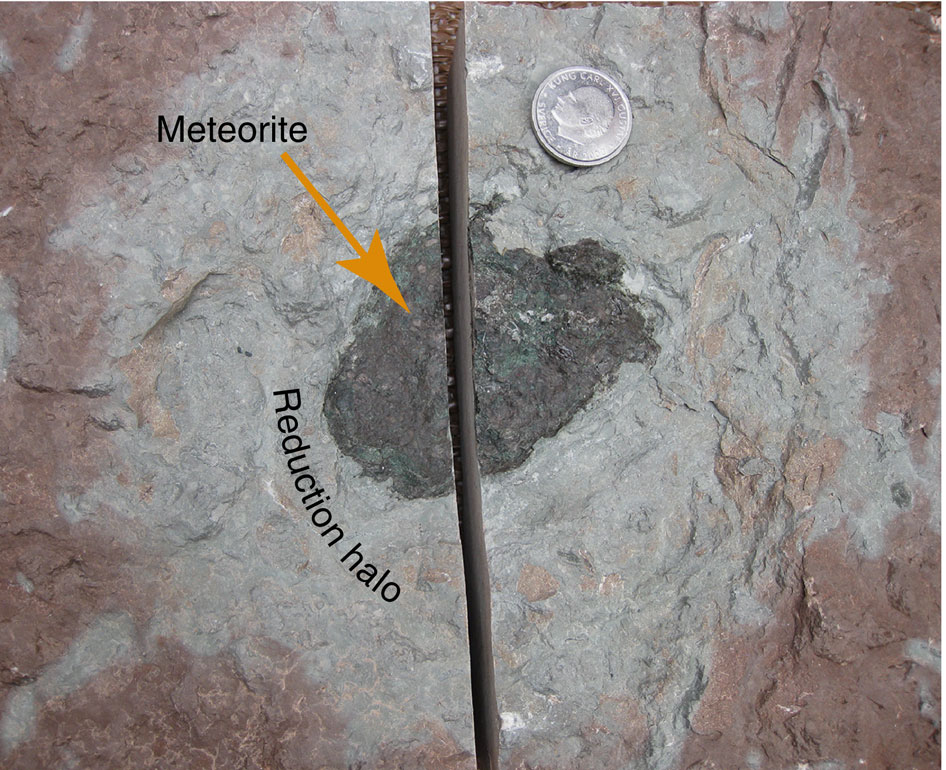
Österplana 065.

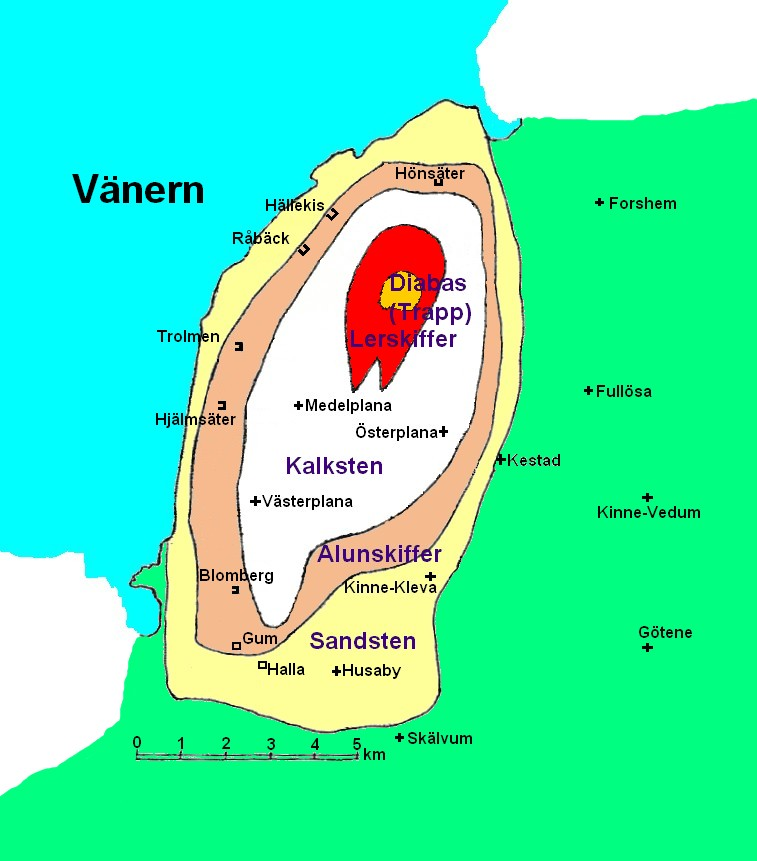
Karta över nedslagsområdet.

Österplanameteoriterna är en samling fossila stenmeteoritfynd som upptäcktes vid olika tillfällen i Götene kommun i Västergötland. Den första meteoriten hittades 1987. Meteoriterna hör till de få upptäckta meteoritnedslagen i Sverige och klassas som de äldsta meteoritfynden på jordklotet.

## Nedslagsplatsen
Första meteoriten (Österplana 001) upptäcktes 1987 i ordovicisk kalksten i Thorsbergs stenbrott på Kinnekulle norr om Österplana kyrka. Sedan dess har ytterligare ett stort antal hittats.
1988 publicerade Jan Olov Nyström, Maurits Lindström och Frans E. Wickman en första beskrivning (Discovery of a second Ordovician meteorite using chromite as a tracer) om meteoritfyndet i tidskriften Nature.

## Meteoriterna
Meteoriterna är fossila stenmeteoriter (kondriter).
Meteoriterna är mellan 1 och 20 cm stora. De bedöms vara cirka 480 miljoner år gamla och anses vara de äldsta upptäckta meteoritfynden (tillsammans med Brunflometeoriten med cirka 460 miljoner år och Gullhögenmeteoriten med cirka 470 miljoner år) på jorden.

## Anmärkning
1. ↑  Fossil meteorit kallas en meteorit som slog ned före den geologiska perioden Kvartär, efter nedslaget täckts under sedimentlager[8] och därefter genomgått liknande geologiska förändringar (diagenes) som sin omgivning[1][10].

## Meteorite impact structures - geotourism in the central Baltic (Willman m.fl. 2010)länkar
- Om Österplanameteoriterna (The Catalogue of Meteorites, Natural History Museum, London)
- Bild Österplanameteorit (Metageologist)
- Bild Österplanameteorit (Göteborgs universitet)
- Utförlig artikel om Österplanameteoriterna, Earth and Planetary Science, 2001, vol 194, nr 1-2, s 1-15
- Wikimedia Commons har media som rör metoriter i Sverige.